# Чемпіонат Німеччини з футболу 1995—1996: Бундесліга
Сезон Бундесліги 1995–1996 був 33-ім сезоном в історії Бундесліги, найвищого дивізіону футбольної першості Німеччини. Він розпочався 11 серпня 1995 і завершився 18 травня 1996 року. Діючим чемпіоном країни була дортмундська «Боруссія», яка захистила свій титул.

## Формат змагання
Кожна команда грала з кожним із суперників по дві гри, одній вдома і одній у гостях. Уперше в історії турніру команди отримували по три турнірні очки за кожну перемогу і по одному очку за нічию. Якщо дві або більше команд мали однакову кількість очок, розподіл місць між ними відбувався за різницею голів, а за їх рівності — за кількістю забитих голів. Команда з найбільшою кількістю очок ставала чемпіоном, а три найгірші команди вибували до Другої Бундесліги.

## Зміна учасників у порівнянні з сезоном 1994–95
«Бохум» і «Дуйсбург» за результатами попереднього сезону посіли 16-те та 17-те місця і вибули до Другої Бундесліги. «Динамо» (Дрезден), яке фінішувало на останньому, 18-му, місці, було рішенням Німецького футбольного союзу позбавлене професійного статусу і відправлене до третього за силою дивізіону. Замість цих трьох команд лави Бундесліги поповнили «Ганза», «Санкт-Паулі» і «Фортуна» (Дюссельдорф).
Перед початком сезону клуб «Баєр 05» (Юрдінген) змінив назву на «Юрдінген 05» після розірвання спонсорської угоди з фармацевтичним гігантом  Bayer.

## Команди-учасниці
| Клуб                            | Місто              | Стадіон                  | Вміщує |
| ------------------------------- | ------------------ | ------------------------ | ------ |
| «Вердер»                        | Бремен             | Везерштадіон             | 30,000 |
| «Боруссія» (Дортмунд)           | Дортмунд           | Зігналь Ідуна Парк       | 42,800 |
| «Фортуна» (Дюссельдорф)         | Дюссельдорф        | Райнштадіон              | 55,850 |
| «Айнтрахт» (Франкфурт-на-Майні) | Франкфурт-на-Майні | Вальдштадіон             | 62,000 |
| «Фрайбург»                      | Фрайбург           | Баденова-Штадіон         | 22,500 |
| «Гамбург»                       | Гамбург            | Фолькспаркштадіон        | 62,000 |
| «Кайзерслаутерн»                | Кайзерслаутерн     | Фріц-Вальтер-Штадіон     | 38,500 |
| «Карлсруе»                      | Карлсруе           | Вільдпаркштадіон         | 40,000 |
| «Кельн»                         | Кельн              | Рейн Енергі Штадіон      | 55,000 |
| «Баєр 04»                       | Леверкузен         | Ульріх Габерланд Штадіон | 26,800 |
| «Боруссія» (Менхенгладбах)      | Менхенгладбах      | Бекельбергштадіон        | 34,500 |
| «Мюнхен 1860»                   | Мюнхен             | Олімпіаштадіон           | 63,000 |
| «Баварія» (Мюнхен)              | Мюнхен             | Олімпіаштадіон           | 63,000 |
| «Ганза»                         | Росток             | ДКБ-Арена                | 25,850 |
| «Шальке 04»                     | Гельзенкірхен      | Паркштадіон              | 70,000 |
| «Санкт-Паулі»                   | Гамбург            | Міллернтор-Штадіон       | 20,550 |
| «Штутгарт»                      | Штутгарт           | Готтліб-Даймлер-Штадіон  | 53,700 |
| «Юрдінген 05»                   | Крефельд           | Гротенбург               | 34,500 |

## Турнірна таблиця
| Поз | Команда                             | І  | В  | Н  | П  | ГЗ | ГП | РГ  | О  | Кваліфікація або пониження                                      |
| --- | ----------------------------------- | -- | -- | -- | -- | -- | -- | --- | -- | --------------------------------------------------------------- |
| 1   | «Боруссія» (Дортмунд) (C)           | 34 | 19 | 11 | 4  | 76 | 38 | +38 | 68 | Груповий етап Ліги чемпіонів УЄФА 1996—1997                     |
| 2   | «Баварія» (Мюнхен)                  | 34 | 19 | 5  | 10 | 66 | 46 | +20 | 62 | Перший раунд Кубка УЄФА 1996—1997                               |
| 3   | «Шальке 04»                         | 34 | 14 | 14 | 6  | 45 | 36 | +9  | 56 | Перший раунд Кубка УЄФА 1996—1997                               |
| 4   | «Боруссія» (Менхенгладбах)          | 34 | 15 | 8  | 11 | 52 | 51 | +1  | 53 | Перший раунд Кубка УЄФА 1996—1997                               |
| 5   | «Гамбург»                           | 34 | 12 | 14 | 8  | 52 | 47 | +5  | 50 | Перший раунд Кубка УЄФА 1996—1997                               |
| 6   | «Ганза»                             | 34 | 13 | 10 | 11 | 47 | 43 | +4  | 49 |                                                                 |
| 7   | «Карлсруе»                          | 34 | 12 | 12 | 10 | 53 | 47 | +6  | 48 | Груповий етап Кубка Інтертото 1996                              |
| 8   | «Мюнхен 1860»                       | 34 | 11 | 12 | 11 | 52 | 46 | +6  | 45 | Груповий етап Кубка Інтертото 1996                              |
| 9   | «Вердер»                            | 34 | 10 | 14 | 10 | 39 | 42 | −3  | 44 | Груповий етап Кубка Інтертото 1996                              |
| 10  | «Штутгарт»                          | 34 | 10 | 13 | 11 | 59 | 62 | −3  | 43 | Груповий етап Кубка Інтертото 1996                              |
| 11  | «Фрайбург»                          | 34 | 11 | 9  | 14 | 30 | 41 | −11 | 42 |                                                                 |
| 12  | «Кельн»                             | 34 | 9  | 13 | 12 | 33 | 35 | −2  | 40 |                                                                 |
| 13  | «Фортуна» (Дюссельдорф)             | 34 | 8  | 16 | 10 | 40 | 47 | −7  | 40 |                                                                 |
| 14  | «Баєр 04»                           | 34 | 8  | 14 | 12 | 37 | 38 | −1  | 38 |                                                                 |
| 15  | «Санкт-Паулі»                       | 34 | 9  | 11 | 14 | 43 | 51 | −8  | 38 |                                                                 |
| 16  | «Кайзерслаутерн» (R)                | 34 | 6  | 18 | 10 | 31 | 37 | −6  | 36 | Кубок володарів кубків і пониження у класі до Другої Бундесліги |
| 17  | «Айнтрахт» (Франкфурт-на-Майні) (R) | 34 | 7  | 11 | 16 | 43 | 68 | −25 | 32 | Пониження у класі до Другої Бундесліги                          |
| 18  | «Юрдінген 05» (R)                   | 34 | 5  | 11 | 18 | 33 | 56 | −23 | 26 | Пониження у класі до Другої Бундесліги                          |

1. ↑  «Ганза» не подала заявку на участь у Кубку Інтертото, тож її місце у цьому змаганні було передано «Штутгарту».
2. ↑  Посівши місце у «зоні вильоту» Бундесліги, «Кайзерслаутерн» виграв Кубок Німеччини 1995—1996 кваліфікувався до Кубка володарів кубків.

## Результати
| Команда                         | ВЕР | БРД | ФОР | АЙН | ФРГ | ГАМ | КАЙ | КАР | КЕЛ | Б04 | БРМ | М60 | БАВ | ГАН | Ш04 | СТП | ШТТ | ЮРД |
| ------------------------------- | --- | --- | --- | --- | --- | --- | --- | --- | --- | --- | --- | --- | --- | --- | --- | --- | --- | --- |
| «Вердер»                        | —   | 2–2 | 1–1 | 1–1 | 0–2 | 2–1 | 1–1 | 1–0 | 0–1 | 2–1 | 2–0 | 2–0 | 3–2 | 0–2 | 1–2 | 1–1 | 2–2 | 1–0 |
| «Боруссія» (Дортмунд)           | 1–1 | —   | 3–0 | 6–0 | 3–2 | 1–1 | 1–1 | 4–1 | 3–0 | 2–0 | 2–1 | 3–1 | 3–1 | 1–2 | 0–0 | 1–0 | 6–3 | 5–0 |
| «Фортуна» (Дюссельдорф)         | 1–1 | 1–2 | —   | 2–2 | 0–0 | 2–2 | 2–1 | 2–0 | 1–1 | 1–1 | 3–2 | 1–1 | 0–2 | 2–2 | 2–0 | 2–0 | 1–2 | 1–0 |
| «Айнтрахт» (Франкфурт-на-Майні) | 1–0 | 3–4 | 3–0 | —   | 0–1 | 1–4 | 3–1 | 2–2 | 1–0 | 1–1 | 0–2 | 4–2 | 4–1 | 1–3 | 0–3 | 2–2 | 2–2 | 1–0 |
| «Фрайбург»                      | 0–1 | 0–1 | 1–1 | 2–0 | —   | 0–3 | 0–0 | 0–3 | 2–0 | 2–1 | 0–0 | 1–0 | 3–1 | 2–1 | 1–2 | 0–2 | 2–1 | 1–1 |
| «Гамбург»                       | 3–3 | 2–2 | 4–1 | 5–1 | 0–0 | —   | 1–0 | 0–0 | 0–0 | 2–2 | 2–1 | 2–2 | 2–1 | 1–1 | 1–1 | 1–0 | 3–0 | 0–0 |
| «Кайзерслаутерн»                | 0–0 | 1–1 | 2–0 | 1–1 | 1–2 | 1–2 | —   | 2–2 | 1–1 | 1–0 | 1–3 | 0–0 | 2–3 | 2–0 | 0–0 | 0–0 | 1–1 | 3–0 |
| «Карлсруе»                      | 1–1 | 5–0 | 3–1 | 1–1 | 1–1 | 3–1 | 0–0 | —   | 1–0 | 1–4 | 4–0 | 1–1 | 2–6 | 0–2 | 0–1 | 2–2 | 1–2 | 2–0 |
| «Кельн»                         | 1–2 | 0–0 | 0–0 | 3–0 | 1–1 | 3–2 | 0–1 | 0–1 | —   | 2–2 | 0–2 | 2–0 | 0–0 | 3–0 | 0–1 | 1–0 | 2–2 | 0–0 |
| «Баєр 04»                       | 2–2 | 1–1 | 0–0 | 2–0 | 0–1 | 0–1 | 1–1 | 1–2 | 1–2 | —   | 0–0 | 2–1 | 1–2 | 2–0 | 0–0 | 1–1 | 0–0 | 2–1 |
| «Боруссія» (Менхенгладбах)      | 1–0 | 2–2 | 1–1 | 4–1 | 1–0 | 1–2 | 1–1 | 1–2 | 2–1 | 0–0 | —   | 0–2 | 3–1 | 3–2 | 4–1 | 2–4 | 1–1 | 2–1 |
| «Мюнхен 1860»                   | 1–1 | 2–2 | 2–1 | 3–1 | 3–0 | 5–0 | 1–1 | 1–1 | 2–1 | 0–1 | 4–0 | —   | 0–2 | 1–1 | 1–1 | 2–0 | 1–1 | 2–1 |
| «Баварія» (Мюнхен)              | 2–0 | 1–0 | 2–2 | 1–1 | 2–0 | 3–2 | 2–0 | 1–4 | 3–2 | 1–0 | 1–2 | 4–2 | —   | 0–1 | 4–0 | 1–1 | 5–3 | 2–0 |
| «Ганза»                         | 2–1 | 3–2 | 0–0 | 1–1 | 1–0 | 2–0 | 3–0 | 1–1 | 0–1 | 1–2 | 2–3 | 0–3 | 0–0 | —   | 1–2 | 2–0 | 3–3 | 1–0 |
| «Шальке 04»                     | 2–1 | 1–2 | 1–1 | 2–0 | 3–0 | 3–0 | 1–1 | 2–1 | 0–0 | 1–1 | 3–3 | 1–1 | 2–1 | 1–3 | —   | 2–0 | 2–0 | 1–1 |
| «Санкт-Паулі»                   | 1–2 | 0–3 | 2–1 | 2–1 | 1–1 | 1–1 | 1–2 | 1–1 | 3–3 | 2–1 | 0–2 | 4–2 | 0–1 | 3–2 | 2–0 | —   | 1–3 | 0–2 |
| «Штутгарт»                      | 1–1 | 0–5 | 2–3 | 3–2 | 3–1 | 3–0 | 2–0 | 3–1 | 0–1 | 1–4 | 5–0 | 2–3 | 0–1 | 1–1 | 2–2 | 1–1 | —   | 0–0 |
| «Юрдінген 05»                   | 3–0 | 0–2 | 1–3 | 1–1 | 3–1 | 1–1 | 1–1 | 2–3 | 1–1 | 3–0 | 0–2 | 2–0 | 1–6 | 1–1 | 1–1 | 2–5 | 3–4 | —   |

## Найкращі бомбардири
17 голів
- Фреді Бобич («Штутгарт»)

16 голів
- Шон Данді («Карлсруе»)
- Джоване Елбер («Штутгарт»)
- Юрген Клінсманн («Баварія» (Мюнхен))

15 голів
- Мартін Далін («Боруссія» (Менхенгладбах))
- Міхаель Цорк («Боруссія» (Дортмунд))

14 голів
- Олаф Бодден («Мюнхен 1860»)
- Гаральд Шперль («Гамбург»)

11 голів
- Маріо Баслер («Вердер»)
- Штефан Байнліх («Ганза»)
- Гаррі Дехейвер («Фрайбург»)
- Мартін Макс («Шальке 04»)
- Мейєр («Юрдінген 05»)
- Тоні Польстер («Кельн»)

## Склад чемпіонів
| «Боруссія» (Дортмунд) |
| --- |
| Воротарі: Штефан Клос (33); Вольфганг де Бер (1); Гаральд Шумахер (1). Захисники: Юрген Колер (29 / 5); Жуліо Сезар (23 / 2); Мартін Кре (23); Маттіас Заммер (22 / 3); Бодо Шмідт (17); Гюнтер Кутовскі (3). Півзахисники: Міхаель Цорк (к; 30 / 15); Штеффен Фройнд (30 / 2); Патрік Бергер (27 / 4); Штефан Ройтер (26 / 6); Ларс Ріккен (26 / 6); Андреас Меллер (23 / 8); Рене Тречок (20 / 2); Кнут Райнгардт (20); Йорг Гайнріх (17 / 2); Карстен Вольтерс (11 / 1); Томас Франк (5). Нападники: Карл-Гайнц Рідле (18 / 7); Стефан Шапюїза (17 / 3); Рубен Соса (17 / 3); Гайко Геррліх (16 / 7); Ларс Мюллер (5); Ібрагім Танко (3); Маллам Ягая (1). (кількість ігор і голів наведені у дужках) Головний тренер: Оттмар Гіцфельд. |